# 2084 Окаяма
2084 Окаяма (2084 Okayama) — астероїд головного поясу, відкритий 7 лютого 1935 року.
Тіссеранів параметр щодо Юпітера — 3,517.
Названо на честь Окаяма (яп. おかやま(岡山) окаяма)